# Lenny Martinez
Lenny Martinez   (Canes, 11 de juliol de 2003) és un ciclista francès, professional des del 2022. Nascut en el sí d'una família de ciclistes, és fill de Miguel Martinez, nebot de Yannick Martinez i net de Mariano Martinez. Actualment corre per l'equip Bahrain Victorious.
En el seu palmarès destaca la victòria a la Mont Ventoux Dénivelé Challenge del 2023.

## Palmarès
- 2021
  - 1r al Giro de la Lunigiana i vencedor d'una etapa
  - Vencedor d'una etapa al Tour de Valromey
- 2022
  - 1r al Giro de la Vall d'Aosta
  - Vencedor de 2 etapes a la Ronda de l'Isard
- 2023
  - 1r a la Mont Ventoux Dénivelé Challenge
- 2024
  - 1r a la Classic Var
  - 1r al Trofeu Laigueglia
  - 1r a la Classic Grand Besançon Doubs
  - 1r al Tour del Doubs
  - 1r al Mercan'Tour Classic Alpes-Maritimes
- 2025
  - Vencedor d'una etapa a la París-Niça
  - Vencedor d'una etapa al Tour de Romandia
  - Vencedor d'una etapa al Critèrium del Dauphiné

### Resultats a la Volta a Espanya
- 2023. 24è de la classificació general

### Resultats al Tour de França
- 2024. 124è de la classificació general
- 2025. 79è de la classificació general